# Warrennuncock Indijanci
Warrennuncock /značenje imena nepoznato/, nestalo pleme američkih Indijanaca porodice Siouan koje se zajedno s grupama Catawba, Woccon, Sissipahaw, Cape Fear, Adshusheer, Eno, Shocco ili Shakori, Waxhaw, Sugeree, Santee, Wateree, Sewee i Congaree klasificira u Catawba ili Ni-ya People. Kulturno ova plemena pripadaju grupi Jugoistočnih Indijance (Southeastern Indians; tzv. Jugoistočni ratari), ali je o njima veoma malo ili ništa poznato. Osim Catawba vlastitih gotovo svi su nestali. 

## Vanjske poveznice
- Warrennuncock[neaktivna poveznica]